# Al-Dżura (Jerozolima)
Al-Dżura (arab. ‏الجورة‎) – nieistniejąca już arabska wieś, która była położona w Dystrykcie Jerozolimy w Mandacie Palestyny. Została wyludniona i zniszczona podczas I wojny izraelsko arabskiej (al-Nakba), po ataku Sił Obronnych Izraela w dniu 11 lipca 1948.

## Położenie
Al-Dżura leżała wśród wzgórz Judei, w odległości 8 kilometrów na zachód od miasta Jerozolima. Według danych z 1945 do wsi należały ziemie o powierzchni 415,8 ha. We wsi mieszkało wówczas 420 osób.
| własność gruntów | powierzchnia gruntów (hektary) |
| ---------------- | ------------------------------ |
| Arabowie         | 390,9                          |
| Żydzi            | 24,7                           |
| publiczne        | 0,2                            |
| Razem            | 415,8                          |

| Rodzaj użytkowanych gruntów | Arabowie (hektary) | Żydzi (hektary) |
| --------------------------- | ------------------ | --------------- |
| uprawy oliwek               | 17,6               | 0               |
| uprawy nawadniane           | 112,5              | 8,9             |
| uprawy zbóż                 | 84,6               | 0               |
| nieużytki                   | 191,3              | 15,8            |
| zabudowane                  | 2,7                | 0               |

## Historia
W okresie panowania Brytyjczyków Al-Dżura była niewielką wsią. Była w niej szkoła podstawowa.
Podczas I wojny izraelsko-arabskiej w pobliżu wioski powstała Droga Birmańska, którą Izraelczycy dostarczali zaopatrzenie do oblężonej Jerozolimy. Ze względów bezpieczeństwa, podczas operacji Danny w dniu 11 lipca 1948 wojska izraelskie zajęły wieś al-Jura. Mieszkańcy zostali wysiedleni, a większość domów wyburzono.
Na gruntach wioski Al-Dżura powstał w 1950 moszaw Ora.

## Miejsce obecnie
Palestyński historyk Walid Chalidi, tak opisał pozostałości wioski Al-Dżura: „Na południowym skraju wsi, na dnie doliny, zachowały się jedynie dwa budynki wzniesione z kamieni wapiennych. Większy dom jest prostokątnym, dwupiętrowym budynkiem, z dwoma łukowatymi drzwiami”.